# إدي فيلانويفا
إدي فيلانويفا هو اقتصادي وسياسي فلبيني، ولد في 6 أكتوبر 1946 في Bocaue ‏ في الفلبين. نشط حزبياً في Bangon Pilipinas ‏. في 2019 Philippine House of Representatives elections ‏، انتخب عضو مجلس النواب في الفلبين ‏ لترشحه ضمن قائمة Citizens' Battle Against Corruption ‏، خلال فترته النيابية ‏ (30 يونيو 2019 – ).

## وصلات خارجية
- الموقع الرسمي